# Élections locales écossaises de 2012 à Clackmannanshire
Pour un article plus général, voir Élections locales écossaises de 2012.

Les élections locales écossaises de 2012 à Clackmannanshire se sont tenues le 3 mai 2012.

## Composition du conseil
Majorité absolue : 10 sièges
| Parti        | Sièges |
| ------------ | ------ |
| SNP          | 8 / 18 |
| Travailliste | 8 / 18 |
| Conservateur | 1 / 18 |
| Indépendant  | 1 / 18 |